# 韦尔切伊阿
韦尔切伊阿（義大利語：Verceia），是意大利松德里奥省的一个市镇。总面积11平方公里，人口1101人，人口密度100.1人/平方公里（2009年）。国家统计（ISTAT）代码为014075。